# 2. инжењеријски пук
2. инжењеријски пук је био једна од јединица 2. крајишког корпуса Војске Републике Српске. Пук је основан преустројом 549. ињжењеријског пука 9. книнског корпуса ЈНА са командним местом у Кључу.

## Састав и наоружање
Инжењеријски пук је основан у мају 1992 у Кључу. Преформирањем 549. инжењеријског пука 9. книнског корпуса ЈНА. Пук је попуњаван људством из целе зоне одговорности 2. крајишког корпуса, а тежишно из Дрвара, Петровца и Кључа. До јесени 1995, команда пука је била у Ланишту код Кључа,а по повлачењу из матичне зоне у јесен 1995. код рудника Томашица поред Санског моста, односно, на самом крају рата, у Козарцу.
У организацијском саставу пук је имао: команду, команду стана, вод везе, вод војне полиције, извиђачки вод, пионирски батаљон, инжењеријски батаљон (чета инжењеријске механизације, грађевинска и мостна чета) и позадинску чету. Бројно стање пука се кретало од 320 до 680 бораца. Део механизације расподељен је почетком рата инжењеријским четама бригада 2. крајишког корпуса.

## Ратни пут
У току рата у Босни пук је пружао инжењеријску подршку јединицама 2. крајишког копруса, која се огледала у следећем:
- израда минских поља и других препрека испред предњег краја одбране,
- израда пролаза у минским пољима у нападним борбеним дејствима,
- утврђивање предњег краја одбране израдом склоништа ровова и саобраћајница,
- израда и одржавање прилазних и других путева у зони 2. крајишког корпуса,
- израда и уређење скелског а потом и мостовог места преласка на реци Уни узводно од Крупе када је успостављен мостобран Кобиљњак преко Уне у јесен 1994. године,
- у Крупи (Егељићи) ојачавање моста „Бејли” за прелаз тенкова преко реке Уне у јесен 1994.

Јединице пука често су биле ангажоване на извршавању ненамјенских задатака у улози пјешадије, првенствено на бихаћком ратишту, али и у цијелој зони корпуса, а на крају рата пук је пружао подршку и Оперативној групи 10 из 1. крајишког корпуса ВРС.
Команданти пука били су: потпуковник Миленко Милојевић (јун-август 1992), мајор Никола Патковић (септембар-децембар 1992) и мајор Раде Новаковић (од децембра 1992. до расформирања, 1996. године).

## Послератни пут
Пук је почетком 1996. расформиран, а највећи део људства и технике ушли су у сатав новоустројеног инжењеријског-грађевиснког пука и 11. инжењеријског пука 1. крајишког корпуса.

## Губици
У току рата погинуло је 33, а рањено је 134 бораца пука.